# أليشا كليفورد
أليشا كليفورد (بالإنجليزية: Alesha Clifford)‏ (16 سبتمبر 1991 بكاتومبا في أستراليا - ) هي لاعبة كرة قدم أسترالية في مركز الدفاع. لعبت مع سيدني إف سي ‏ ووسترن سيدني واندررز.

## وصلات خارجية
- أليشا كليفورد على موقع قاعدة بيانات كرة القدم.إي يو (الإنجليزية)